# Heinkel He 118
El Heinkel He 118 fue un bombardero en picado alemán diseñado y construido por la firma Heinkel para competir con el Junkers Ju 87 en producción, y otros tres proyectos de otras empresas. Fue evaluado y rechazado por la Luftwaffe. Dos ejemplares fueron vendidos a Japón para su evaluación, sirviendo de inspiración para el bombardero en picado embarcado Yokosuka D4Y.

## Historia y desarrollo
En 1934, el Reichsluftfahrtministerium (RLM) inició dos programas paralelos para construir nuevos bombarderos en picado para la Luftwaffe, como reemplazo del Heinkel He 50 . El primero, llamado Sofort o programa inmediato, tenía como objetivo desarrollar un bombardero en picado provisional, y resultó en la producción del Henschel Hs 123 . El segundo, el programa Sturzbomber, tenía como objetivo producir un avión más definitivo. En enero de 1935 los requisitos formales fueron enviados a los fabricantes de aviones alemanes. Estos habían sido redactados tomando como base el diseño del Junkers Ju 87 , cuyo primer prototipo ya estaba en construcción. De hecho, la Luftwaffe había dado ya a Junkers una orden para 118 aviones. Sin embargo, otros dos fabricantes de aviones, Arado Flugzeugwerke y Blohm + Voss recibieron una orden para entregar tres prototipos de sus proyectos en competencia, los Heinkel He 118 y Arado Ar 81 ; además, el Blohm & Voss Ha 137 competía a título privado.
Diseñado por los hermanos Siegfried y Walter Günter , se trataba de un monoplano en voladizo, con alas tipo gull wing (alas de gaviota) invertidas y de planta elíptica, montadas en la mitad superior del fuselaje. Era mucho más estilizado que el Junkers Ju 87 y disponía de un tren de aterrizaje retráctil y de espacio interno para la entiba de bombas.
El prototipo He 118 V1 (D-UKYM), propulsado por un motor lineal Rolls-Royce Kestrel  realizó su primer vuelo pilotado por el jefe de pilotos de la compañía Gerhard Nitschke en la tarde del 14 de febrero de 1936 y en el otoño de 1937 fue evaluado por la Luftwaffe junto a los diseños de Arado, Blohm und Voss y Junkers. Durante las pruebas experimentó algunos problemas con la hélice en el curso de los picados a la vertical, también se descubrió que su máximo ángulo de picado era de tan solo de 50° y después de que Ernst Udet en julio de 1936 destrozara el V1 al volar fuera de los límites de diseño del aparato fue considerado inadecuado y rechazado.

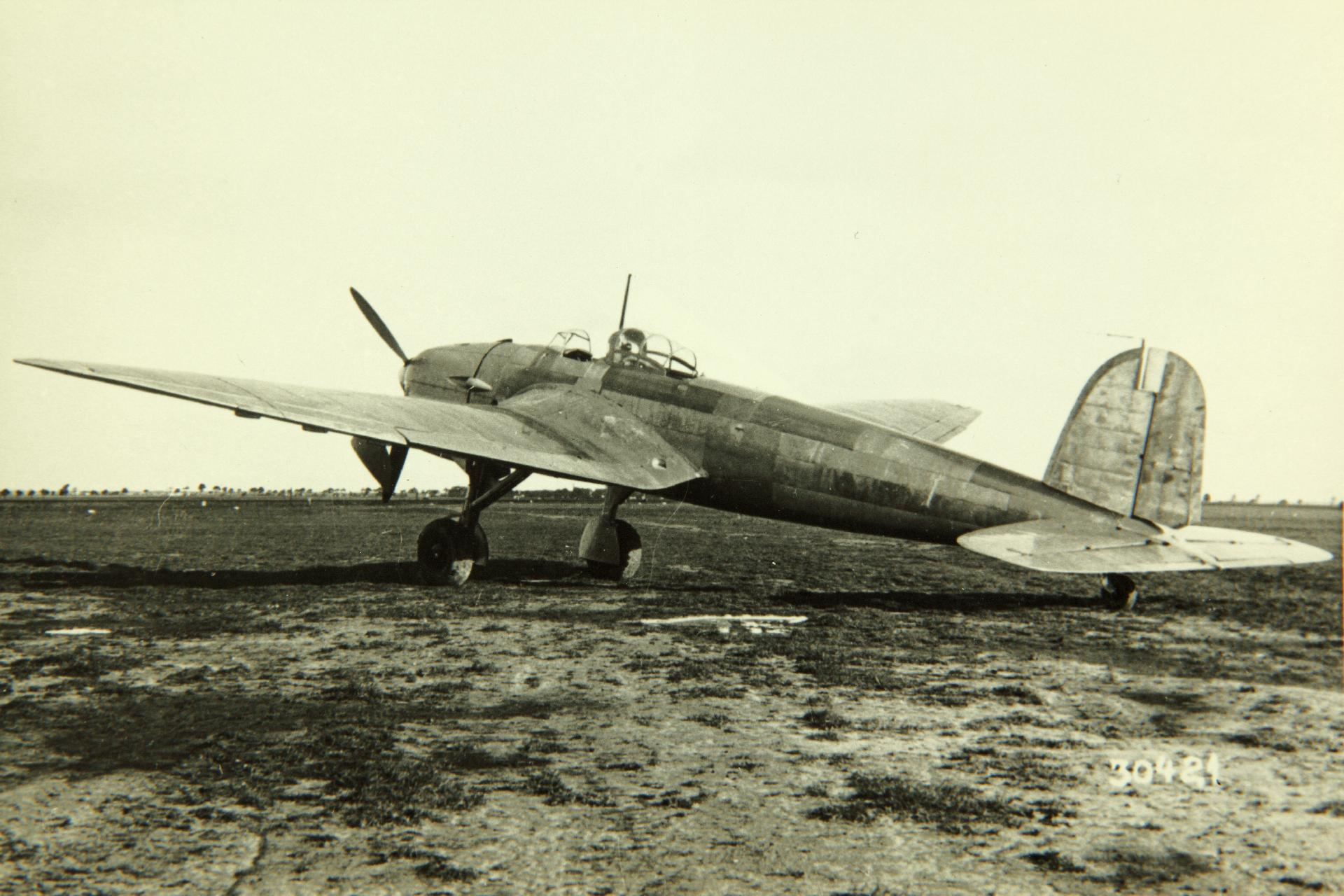
Uno de los He 118 entregados a la Marina Imperial japonesa. Tiene las puntas alares plegables y la cola con revestimiento metálico

A pesar de ello, Heinkel construyó otros cuatro prototipos, propulsados por el motor Daimler-Benz DB 600B de 986 hp. Entre octubre de 1937 y 1938 los He 118 V4 y V5  fueron vendidos y enviados a Japón para su evaluación por la armada y el ejército japonés, en donde el V4 recibió la designación del Servicio Aéreo de la Armada Imperial DXHe, sirviendo de inspiración para el bombardero en picado embarcado Yokosuka D4Y. Les siguieron siete He 118A-0 de serie, equipados con motor DB 600C de (838 hp, 625 kW). Otro de los ejemplares fue utilizado por la compañía Heinkel para probar el reactor Heinkel HeS 3.

## Versiones
- He 118 V1 . Primer prototipo propulsado por un motor importado Rolls-Royce Kestrel VI de 695 hp (518 kW)
- He 118 V2/V5 : Cuatro prototipos propulsados con el motor Daimler-Benz DB 600B de 986 hp, (735 kW)
- He 118A-0 : 8 aviones construidos, provistos del motor DB 600C de 862 hp, (625 kW)

## Especificaciones técnicas (He 118 V3)
Referencia datos: Die Deutsche Luftrüstung 1933–1945 Vol.2 – Flugzeugtypen Erla-Heinkel,  y The warplanes of the Third Reich 

### Características generales
- Tripulación: 2
- Longitud: 11,8 m
- Envergadura: 15,00 m
- Altura: 3,10 m
- Superficie alar: 37,7 m²
- Peso vacío: 2450 kg
- Peso cargado: 3775 kg
- Planta motriz: 1× lineal V12 invertido refrigerado por líquido Daimler-Benz DB 600B.
  - Potencia: 735 kW (1013 HP; 999 CV)
- Hélices: tripala de velocidad constante

### Rendimiento
- Velocidad nunca excedida (Vne): 394 km/h
- Velocidad crucero (Vc): 335 km/h
- Alcance: 1250 km
- Techo de vuelo: 8500 m 27900 pies
- Régimen de ascenso: 4000 m 13' 12"

### Armamento
- Ametralladoras: 3× 2 MG 15 cal.7,92 mm disparo frontal
 1 MG 15 en montaje flexible trasero
- Bombas: 1 SC 500 (Sprengbombe Cylindrisch 500 kg) o SC 250 en un soporte oscilante debajo del fuselaje en un compartimiento de bombas interno

### Aeronaves similares
- Blohm & Voss Ha 137
- Breda Ba.201
- Junkers Ju 87
- Loire-Nieuport LN.401
- Yokosuka D4Y